# Křížová cesta (Třešť)
Křížová cesta v Třešti na Jihlavsku se nachází přibližně 500 metrů východně od centra města a vede směrem na Šibeniční vrch.

## Historie
Křížovou cestu tvoří čtrnáct zastavení v podobě kamenného hranolu na podstavci s nikou s pašijovými obrazy a s kamenným křížem na vrcholu. Vede od kostela svatého Martina k šibeničnímu vrchu, kde se ve starých dobách vykonávalo hrdelní právo. Cestu nechal postavit Franz Killian, vysvěcena byla 4. června 1878 misionáři.
V roce 1991 byla křížová cesta opravena. Je součástí Naučné stezky Špičák.